# 市镇 (意大利)

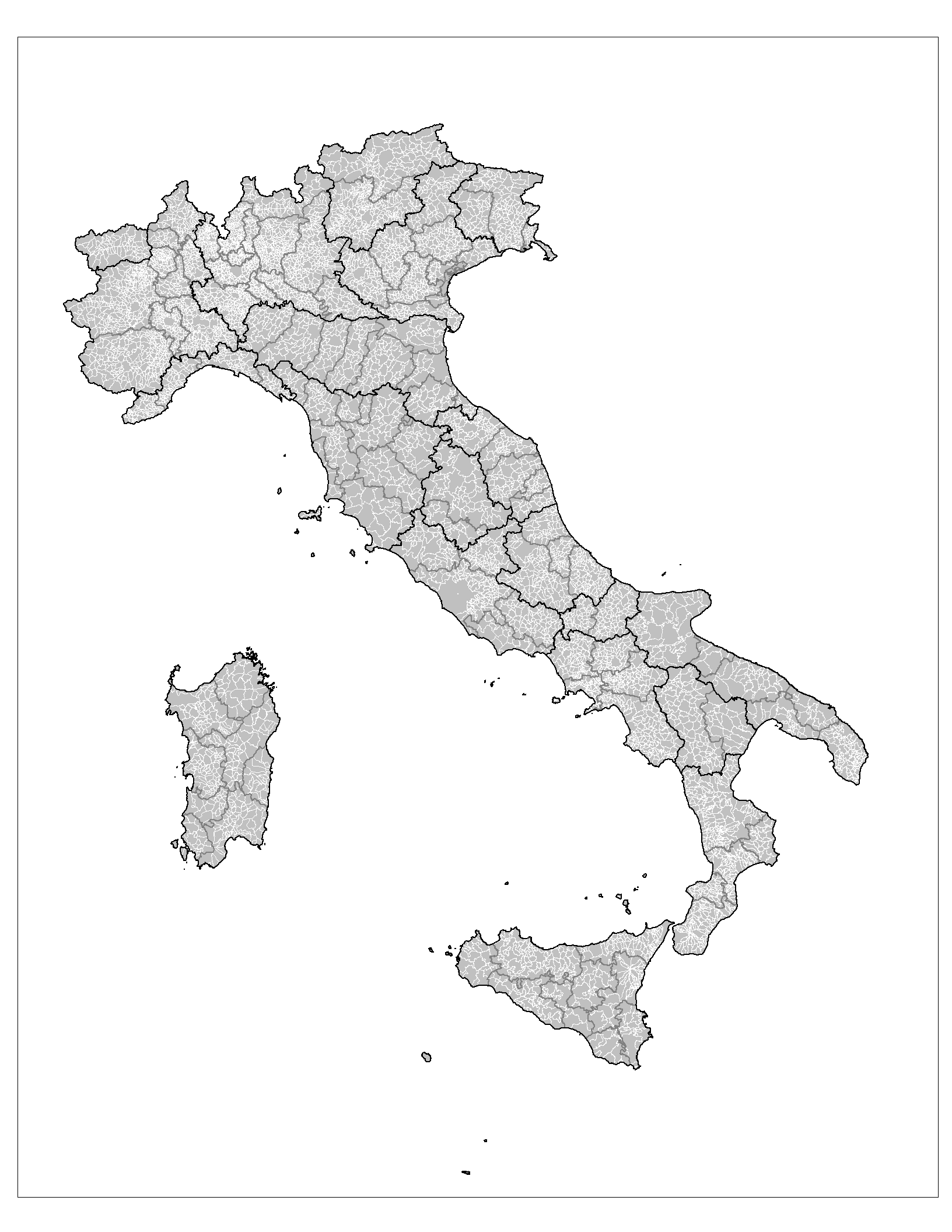
意大利行政区划
黑色边框：大区（Regioni）
灰色边框：省（Province）
白色边框：市镇（Comuni）

市镇（義大利語：comune，复数为）是意大利最基本的行政区划，也是意大利的基层政权。其範圍涵蓋都市、以及人口稀少的鄉鎮
2022年，意大利的市镇共有7,904个。

## 外部連結
- 義大利全國市鎮協會 （页面存档备份，存于）

（意大利文）
1. ↑  .   [3 May 2022].
2. ↑  . www.comuniverso.it.   [19 March 2017]. （原始内容存档于2017-09-14）.